# Communauté de communes du Pays Dunois
La Communauté de communes du Pays Dunois est une communauté de communes française, située dans le département de la Creuse et la région Nouvelle-Aquitaine.
En 2017, elle fusionne avec la communauté de communes du Pays Sostranien et la communauté de communes de Bénévent-Grand-Bourg pour former la communauté de communes Monts et Vallées Ouest Creuse. Cette fusion est annulée par décision du tribunal administratif le 31 décembre 2019.

## Historique
L'intercommunalité a été créée le 1er janvier 2003. Elle regroupait alors 13 communes.
Le 1er janvier 2013, trois nouvelles communes rejoignent l'intercommunalité : Le Bourg-d'Hem, Colondannes et La Celle-Dunoise.
Le 1er janvier 2014, la commune de Méasnes quitte l'intercommunalité tandis que les communes de Chéniers et Chambon-Sainte-Croix font leur entrée dans l'intercommunalité.
La 1er janvier 2017 les communautés de communes du Pays Dunois, du Pays Sostranien et de Bénévent-Grand-Bourg, fusionnent pour former la communauté de communes Monts et Vallées Ouest Creuse.
À la suite d'une action en justice, la fusion de 2017 est annulée au 31 décembre 2019,. Les communautés de communes fondatrices retrouvent leur statut d'origine.

## Territoire communautaire

### Composition
La communauté de communes est composée des 17 communes suivantes :

| Nom                     | Code Insee | Gentilé        | Superficie (km2) | Population (dernière pop. légale) | Densité (hab./km2) |
| ----------------------- | ---------- | -------------- | ---------------- | --------------------------------- | ------------------ |
| Dun-le-Palestel (siège) | 23075      | Dunois         | 9,81             | 1 086 (2022)                      | 111                |
| Le Bourg-d'Hem          | 23029      |                | 15,39            | 233 (2022)                        | 15                 |
| La Celle-Dunoise        | 23039      |                | 29,11            | 532 (2022)                        | 18                 |
| Chambon-Sainte-Croix    | 23044      |                | 6,66             | 86 (2022)                         | 13                 |
| La Chapelle-Baloue      | 23050      | Chapellois     | 8,68             | 118 (2022)                        | 14                 |
| Chéniers                | 23062      | Chénierois     | 34,9             | 560 (2022)                        | 16                 |
| Colondannes             | 23065      | Colondannois   | 10,7             | 288 (2022)                        | 27                 |
| Crozant                 | 23070      | Crozantais     | 30,52            | 433 (2022)                        | 14                 |
| Fresselines             | 23087      | Fresselinois   | 30,78            | 501 (2022)                        | 16                 |
| Lafat                   | 23103      | Lafatois       | 21,28            | 319 (2022)                        | 15                 |
| Maison-Feyne            | 23117      | Maison-Feynois | 13,27            | 284 (2022)                        | 21                 |
| Naillat                 | 23141      | Naillatois     | 36,23            | 667 (2022)                        | 18                 |
| Nouzerolles             | 23147      | Nouzerollois   | 8,17             | 97 (2022)                         | 12                 |
| Sagnat                  | 23166      |                | 11,81            | 195 (2022)                        | 17                 |
| Saint-Sébastien         | 23239      | Sébastienous   | 24,98            | 629 (2022)                        | 25                 |
| Saint-Sulpice-le-Dunois | 23244      | Sulpiciens     | 30,85            | 570 (2022)                        | 18                 |
| Villard                 | 23263      | Villardans     | 16,37            | 381 (2022)                        | 23                 |

### Démographie
| 1968   | 1975   | 1982  | 1990  | 1999  | 2008  | 2013  | 2018  |
| ------ | ------ | ----- | ----- | ----- | ----- | ----- | ----- |
| 11 199 | 10 142 | 9 188 | 8 236 | 7 579 | 7 520 | 7 354 | 7 014 |

## Administration

### Siège
Le siège de la communauté de communes est situé à Dun-le-Palestel.

### Les élus
Le conseil communautaire se compose de 31 conseillers, représentant chacune des communes membres et élus pour une durée de six ans.
Ils sont répartis comme suit :
| Nombre de conseillers | Communes |
| --------------------- | --- |
| 4                     | Dun-le-Palestel |
| 2                     | La Celle-Dunoise, Chéniers, Colondannes, Crozant, Fresselines, Lafat, Maison-Feyne, Naillat, Saint-Sébastien, Saint-Sulpice-le-Dunois, Villard |
| 1                     | Le Bourg-d'Hem, Chambon-Sainte-Croix, La Chapelle-Baloue, Nouzerolles, Sagnat                                                                  |

### Présidence
| Période                                  | Période       | Identité                                        | Étiquette | Qualité                            |
| ---------------------------------------- | ------------- | ----------------------------------------------- | --------- | ---------------------------------- |
| Les données manquantes sont à compléter. |               |                                                 |           |                                    |
|                                          | décembre 2016 | Laurent Daulny                                  |           |                                    |
| janvier 2017                             | décembre 2019 | Fusion au sein de Monts et Vallées Ouest Creuse |           |                                    |
| janvier 2020                             | En cours      | Laurent Daulny                                  |           | maire de Dun-le-Palestel (2008 → ) |

### Régime fiscal et budget
Le régime fiscal de la communauté de communes est la fiscalité professionnelle unique (FPU).